# Karol Karlík
Karol Karlik  (* 29. Juni 1986) ist ein slowakischer Fußballspieler.

## Karriere
Karlik kam über die Nachwuchsmannschaften des slowakischen Vereins FC Nitra in die 1. Herrenmannschaft und debütierte am 4. März 2006 in der Fortuna Liga, der höchsten slowakischen Spielklasse. Zur Saison 2008/09 wechselte er nach Tschechien zum FC Vysočina Jihlava in die 2. Liga. Nach sechs Saisons in Tschechien wechselte er nach Rumänien zu Oțelul Galați in die 1. Liga. Nach einer Saison in Rumänien erfolgte in der Winterpause 2014/15 sein Wechsel zum deutschen Drittligisten Chemnitzer FC. Da er sich bei seinem neuen Verein nicht durchsetzen konnte, erfolgte bereits im August 2015 sein Wechsel zurück in seine Heimat zu TJ Spartak Myjava. Nach nicht einmal einer Saison wechselte er in der Winterpause 2015/2016 innerhalb der Liga zu FC Zlaté Moravce. Im Sommer 2019 wechselte er zum Zweitligisten MFK Skalica.